# Rhopalizodes callichromoides
Rhopalizodes callichromoides là một loài bọ cánh cứng trong họ Cerambycidae.